# Spirotaenia trabeculata
Spirotaenia trabeculata là một loài Song tinh tảo trong họ Mesotaeniaceae, thuộc chi Spirotaenia.